# グナエウス・ドミティウス・アヘノバルブス (紀元前96年の執政官)
グナエウス・ドミティウス・アヘノバルブス（ラテン語: Gnaeus Domitius Ahenobarbus、  ? - 紀元前88年）は、共和政ローマの政治家、軍人。紀元前2世紀から頭角を現し始めたプレブスのドミティウス氏族アヘノバルブス家出身。父は同名のグナエウス・ドミティウス・アヘノバルブス。

## 経歴
紀元前108年からクィントゥス・カトゥルス、マルクス・ユニウス・シラヌスと共に貨幣鋳造三人委員に就任。
紀元前104年に護民官に選出される。同僚はルキウス・マルキウス・ピリップスらであった。アヘノバルブスはキンブリ・テウトニ戦争を不法に開始したとしてマルクス・ユニウス・シラヌスを告発したが、有罪には出来なかった。また、この年死去した父の後を継いで神祇官になれなかったことに腹を立て、父の同僚神祇官であるマルクス・アエミリウス・スカウルスを儀式の不備で告発したが、これも無罪となった。更に彼は、その神聖さから神官職は民衆の選挙に依らず選出されていたものを、許容されるギリギリの線として全35トリブスの半数に満たない17トリブスによる選挙によって選出されるようにする法案を提出した。
紀元前103年には恐らく自身の定めた法によって神祇官に選出され、同時に最高神祇官に選出される。紀元前99年にはプラエトルに選出された。
紀元前96年、執政官に選出される。同僚はガイウス・カッシウス・ロンギヌスであった。 スエトニウスによれば、アヘノバルブスはガリア人のアッロプロゲス族とアルウェルニ族を征服し、象にまたがってガリア属州を行進したという。
紀元前92年、弁論家として名の通ったルキウス・リキニウス・クラッススとともにケンソルに選出された。彼等は多弁でもって公共道徳を汚すとしてラテン語の修辞学の教育を抑制したと言う。ただ彼らの仲は悪く、アヘノバルブスはクラッススの贅沢好きを攻撃するなど口論が絶えなかった。マルクス・アエミリウス・スカウルスがプリンケプス・セナトゥスに再指名された。
紀元前89年頃に没した。ルキウス・ドミティウス・アヘノバルブス (紀元前54年の執政官)は彼の子と思われる。